# Campionati africani di atletica leggera
I Campionati africani di atletica leggera (in inglese African Championships in Athletics, in francese Championnats d'Afrique d'athlétisme) sono una competizione continentale organizzata dalla Confederation of African Athletics.
La manifestazione ha cadenza biennale e si svolge negli anni pari. La prima edizione si è tenuta nel 1979 a Dakar, in Senegal.

## Edizioni
| Edizione | Anno | Città            | Nazione        | Data                    | Sede                              |
| -------- | ---- | ---------------- | -------------- | ----------------------- | --------------------------------- |
| 1        | 1979 | Dakar            | Senegal        | 2 - 5 agosto            | Stade Demba Diop                  |
| 2        | 1982 | Il Cairo         | Egitto         | 25 - 28 agosto          | Stadio internazionale del Cairo   |
| 3        | 1984 | Rabat            | Marocco        | 12 - 15 luglio          | Stadio Moulay Abdallah            |
| 4        | 1985 | Il Cairo         | Egitto         | 15 - 18 agosto          | Stadio internazionale del Cairo   |
| 5        | 1988 | Annaba           | Algeria        | 29 agosto - 2 settembre | Stade 19 Mai 1956                 |
| 6        | 1989 | Lagos            | Nigeria        | 4 - 8 agosto            | Stadio Nazionale                  |
| 7        | 1990 | Il Cairo         | Egitto         | 3 - 6 ottobre           | Stadio internazionale del Cairo   |
| 8        | 1992 | Belle Vue Maurel | Mauritius      | 25 - 28 giugno          | Stade Anjalay                     |
| 9        | 1993 | Durban           | Sudafrica      | 23 - 27 giugno          | Moses Mabhida Stadium             |
| 10       | 1996 | Yaoundé          | Camerun        | 13 - 16 giugno          | Ahmadou Ahidjo Stadium            |
| 11       | 1998 | Dakar            | Senegal        | 18 - 22 agosto          | Stadio Léopold Sédar Senghor      |
| 12       | 2000 | Algeri           | Algeria        | 10 - 14 luglio          | Stadio 5 Juillet 1962             |
| 13       | 2002 | Radès            | Tunisia        | 6 - 10 agosto           | Stade 7 November                  |
| 14       | 2004 | Brazzaville      | Rep. del Congo | 14 - 18 luglio          | Stade Alphonse Massemba-Débat     |
| 15       | 2006 | Bambous          | Mauritius      | 9 - 13 agosto           | Stade Germain Comarmond           |
| 16       | 2008 | Addis Abeba      | Etiopia        | 30 aprile - 4 maggio    | Addis Ababa Stadium               |
| 17       | 2010 | Nairobi          | Kenya          | 28 luglio - 1º agosto   | Nyayo National Stadium            |
| 18       | 2012 | Porto-Novo       | Benin          | 26 giugno - 1º luglio   | Stade Charles de Gaulle           |
| 19       | 2014 | Marrakech        | Marocco        | 10 - 14 agosto          | Stade de Marrakech                |
| 20       | 2016 | Durban           | Sudafrica      | 22 - 26 giugno          | Kings Park Stadium                |
| 21       | 2018 | Asaba            | Nigeria        | 1 - 5 agosto            | Stephen Keshi Stadium             |
| 22       | 2022 | Saint-Pierre     | Mauritius      | 8 - 12 giugno           | Côte d'Or National Sports Complex |
| 23       | 2024 | Douala           | Camerun        | 21 - 26 giugno          | Complesso polisportivo di Japoma  |
| 24       | 2026 | Accra            | Ghana          |                         | Legon Sport Stadium               |